# Hyphessobrycon moniliger
Hyphessobrycon moniliger é uma espécie de peixe da família dos caracídeos e da ordem dos caraciformes. Os machos podem alcançar 2,9 cm de comprimento. A espécie tem 31-33 vértebres.
Vivem em áreas de clima tropical, na América do Sul, mais especificamente, nas bacias dos rios Araguaia, Tocantins e Tapajós, no Brasil.